# Komisariat Straży Granicznej „Smorze”
Komisariat Straży Granicznej „Smorze” – jednostka organizacyjna Straży Granicznej pełniąca służbę ochronną na granicy polsko-czechosłowackiej w latach 1929–1938 i granicy polsko-węgierskiej w 1939.

## Formowanie i zmiany organizacyjne
W drugiej połowie 1927 roku przystąpiono do gruntownej reorganizacji Straży Celnej. W praktyce skutkowało to rozwiązaniem tej formacji granicznej.

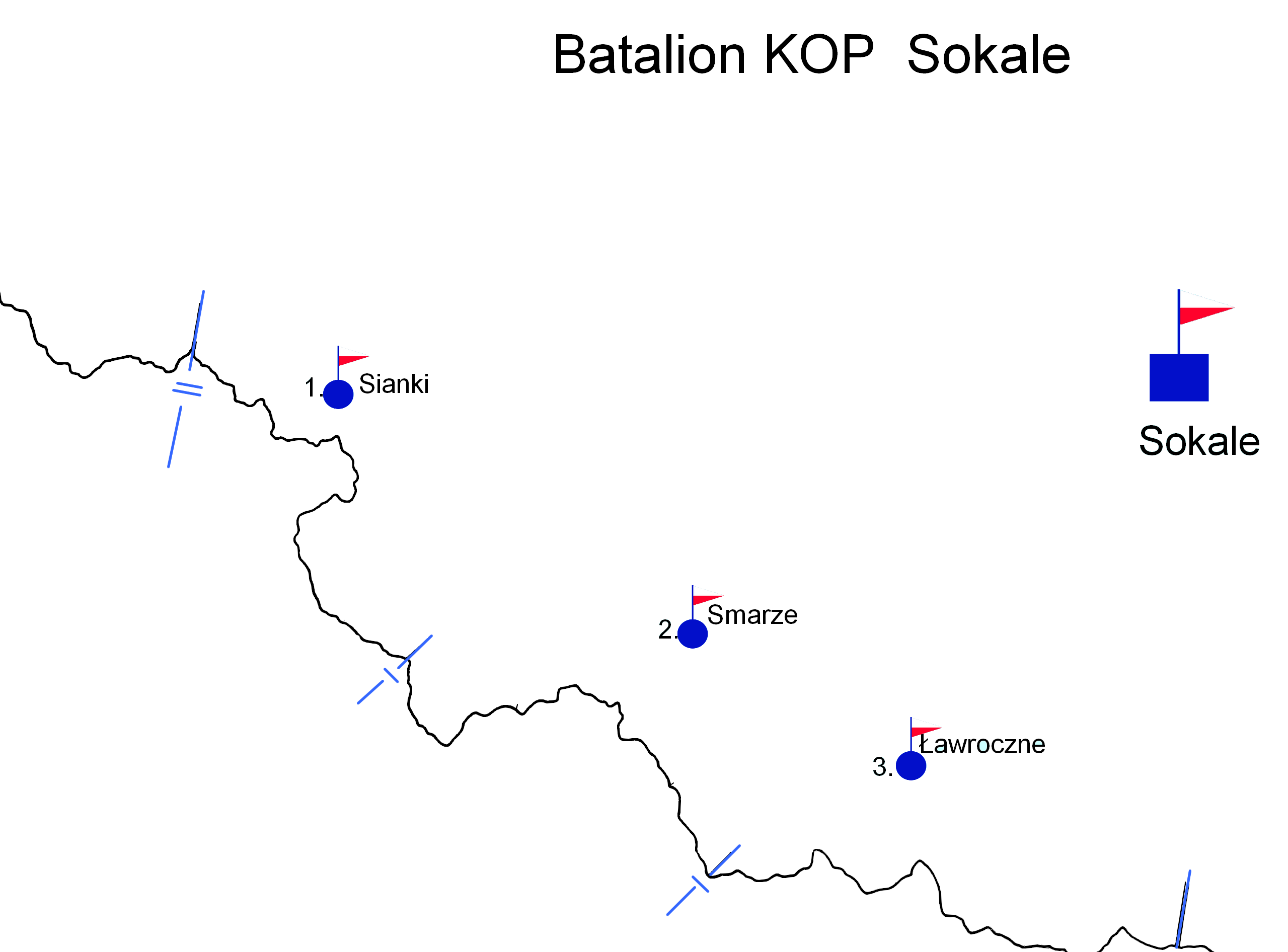
Szkic rozmieszczenia batalionu KOP „Sokole”

Rozporządzeniem Prezydenta Rzeczypospolitej Polskiej Ignacego Mościckiego z 22 marca 1928, do ochrony północnej, zachodniej i południowej granicy państwa, a w szczególności do ich ochrony celnej, powoływano z dniem 2 kwietnia 1928 Straż Graniczną.
Rozkazem nr 7 z 25 września 1929 w sprawie reorganizacji i zmian dyslokacji Małopolskiego Inspektoratu Okręgowego komendant Straży Granicznej płk Jan Jur-Gorzechowski określił skład i granice nowo powstałego Inspektoratu Straży Granicznej „Sambor”. Komisariat „Smorze” znalazła się w jego strukturze. wszedł w jego strukturę. Czasowo pozostał jednak w Inspektoracie Granicznym „Stryj”.  
Rozkazem nr 2 z 16 stycznia 1939 w sprawie przejęcia odcinka granicy polsko-niemieckiej od Korpusu Ochrony Pogranicza na terenie Mazowieckiego Okręgu Straży Granicznej oraz przekazania Korpusowi Ochrony Pogranicza odcinka granicy na terenie Wschodniomałopolskiego Okręgu Straży Granicznej, w związku z przekazaniem Korpusowi Ochrony Pogranicza ochrony części granicy południowej Państwa na odcinku  między przełęczą Użocką, a stykiem granicy polsko-rumuńsko-czechosłowackiej, komendant Straży Granicznej płk Jan Gorzechowski zarządził likwidację komisariatu Straży Granicznej „Smorze”. Nakazał, by z dniem 1 lutego 1939 komisariat „Smorze” wraz z placówką II linii i czterema placówkami I linii utworzył komisariat SG „Filipów”i placówki I linii: Czarne, Filipów, Bakałarzewo i Gębałówka.

## Służba graniczna
Sąsiednie komisariaty:
- komisariat Straży Granicznej „Borynia” ⇔ komisariat Straży Granicznej „Ławoczne” − 1935[7]

## Kierownicy/komendanci komisariatu
| stopień     | imię i nazwisko   | okres pełnienia służby | kolejne stanowisko            |
| ----------- | ----------------- | ---------------------- | ----------------------------- |
| podkomisarz | Józef Jaroszewski | 11 XI 1933 – 28 V 1935 | kierownik komisariatu „Żabie” |
| podkomisarz | Kazimierz Laurski | - 2 III 1939           | komisariat „Jaśliska”         |

## Struktura organizacyjna
Organizacja komisariatu we wrześniu 1929w 1931 (25 km), w 1935:
- 4/20 komenda − Smorze
- placówka Straży Granicznej I linii „Husne Wyżne”
- placówka Straży Granicznej I linii „Krywka”
- placówka Straży Granicznej I linii „Klimiec”
- placówka Straży Granicznej I linii „Żupanie”
- placówka Straży Granicznej II linii „Smorze”